# Paio Mendes de Carvalho
Paio Mendes de Carvalho foi um aristocrata e Senhor do Couto de Carvalho e Padroeiro da Igreja de São Miguel de Carvalho, freguesia de São Miguel de Carvalho, actual Carvalho, concelho de Celorico de Basto. Viveu no durante os reinados de D. Afonso II de Portugal e D. Sancho II de Portugal, de quem foi Cavaleiro.

## Relações familiares
Foi filho de Mem Pais de Carvalho. casou com uma senhora cujo nome a história não regista de quem teve:
1. Martim de Carvalho que foi senhor do Couto de Carvalho.